# Georg Paul
Georg Paul (* 5. Dezember 1901 in Wusterbarth; † 23. Oktober 1980 in Merseburg) war ein deutscher Maler und Grafiker.

## Leben und Werk
Paul war das jüngste von vier Kindern eines in der Forstverwaltung tätigen Oberförsters. Er besuchte von 1907 bis 1918 die Oberrealschule in Stettin und erreichte die Obersekundareife. 1918 zog die Familie nach Berlin, wo Paul eine kaufmännische Lehre begann.
Von 1921 bis 1925 studierte er an den Vereinigten Staatsschulen für freie und angewandte Kunst in Berlin bei Karl Hofer, Willy Jaeckel und Emil Orlik Malerei und Grafik. Danach arbeitete er in Berlin als freischaffender Maler und daneben seit 1928 zum Broterwerb als Gebrauchsgrafiker, wobei er mit dem Architekten und Maler Erich Knüppelholz (1886–1959) zusammenwirkte. Sein Atelier hatte er in der Berlin-Steglitzer Siemensstraße 1.
Paul wurde in die Rüstungsproduktion der Berliner Zweigstelle der Zahnradfabrik Friedrichshafen dienstverpflichtet und war auch in Notprogrammen beschäftigt. 1945 wurde seine Wohnung in der Bismarckstraße 74 ausgebombt. Daraufhin übersiedelte er kurz vor Ende des Zweiten Weltkriegs nach Großwilsdorf zur evakuierten Familie. Später zog die Familie nach Merseburg.
Nach Kriegsende arbeitete Paul wieder künstlerisch. Er wurde 1946 Mitglied der Fachschaft Bildende Künste der Kammer der Kulturschaffenden der Provinz Sachsen.
Ab 1947 arbeitete er aus Existenzgründen als Kunsterzieher und Deutschlehrer an der Ernst-von-Harnack-Oberschule in Merseburg. Er betätigte sich als Bühnenbildner des Dramatischen Zirkels der Oberschulen und war von 1950 bis 1967 dessen Leiter.
Anfang der 1970er-Jahre, nach Ende der Ulbricht-Ära, gab es nach den Auswirkungen der Formalismusdebatte auch im Kunstbereich Lockerungen. 1974 erfolgten über die Leipziger Galerie am Sachsenplatz des Staatlicher Kunsthandels erste Ankäufe seiner Werke durch öffentliche Sammlungen. 1976 wurde er Mitglied des Verbands Bildender Künstler der DDR im Zusammenhang mit der Ausstellung in Leipzig, Galerie am Sachsenplatz (mit Gil Schlesinger und Henry K. Wolf).
1978 erkrankt Paul, und seine Schaffenskraft nahm zunehmend ab.
Paul war ab 1937 mit Elfriede Zwingelberg (1906–1990) verheiratet. 1938 wurde ihre Tochter Hildegard geboren.

## Ausstellungen (mutmaßlich unvollständig)

### Einzelausstellungen
- 1976: Leipzig, Galerie am Sachsenplatz (mit Gil Schlesinger und Henry Kurt Wolf)

#### Postum
- 2011: Merseburg, Kulturhistorisches Museum Schloss Merseburg („Georg Paul. Ein Einzelgänger im Spannungsfeld der Moderne“)
- 2011: Halle (Saale), Kunstvereinsgalerie im Opernhaus Halle („Georg Paul (1901–1980) – Malerei, Aquarelle, Zeichnungen“)
- 2019: Soest, Museum Wilhelm Morgner[1]

### Ausstellungsbeteiligungen

#### In der Zeit vor 1945
- 1925–1934: Teilnahme an Berliner Ausstellungen und Ausschreibungen

#### Nach 1945
- 1946: Halle/Saale, Städtisches Museum in der Moritzburg (Kunstausstellung der Provinz Sachsen)[2]
- 1977: Leipzig, Galerie am Sachsenplatz („Ausgewählte Aquarelle von DDR-Künstlern“)
- 1978: Leipzig, Galerie am Sachsenplatz („Collagen, Montagen, Frottagen von Künstlern der DDR“)
- 1979: Halle/Saale, Bezirkskunstausstellung
- 1980: Merseburg, Schloss („Merseburg und seine Künstler“)
- 1980: Leipzig, Galerie am Sachsenplatz („Gouachen und Temperablätter von Künstlern der DDR“)

Postume Ausstellungen (Auswahl)
- 1986: Kabinett-Ausstellung im Bauhaus Dessau
- 1989: Merseburg, Kulturhistorisches Museum („Merseburg und seine Künstler“)
- 1997: Dessau, Anhaltische Gemäldegalerie („Kunst des 20. Jahrhunderts aus Dessauer Privatbesitz“)
- 2011: Merseburg, Kulturhistorisches Museum („Georg Paul – Ein Einzelgänger im Spannungsfeld der Moderne“)
- 2019: Soest, Museum Wilhelm Morgner („Georg Paul und seine schöpferische Bauhaus-Rezeption“)
- 2022: Bad Gandersheim, Kloster Brunshausen („Der Moderne treu geblieben“)
- 2023: Borghorst, HeinrichNeuyBauhausMuseum („Georg Paul und die Bauhausmeister“)

## Belege
1. ↑  Geheimtipp Georg Paul im Soester Museum. 1. Februar 2019, abgerufen am 9. Juli 2023.
2. ↑  SLUB Dresden: Kunstausstellung 1946 der Provinz Sachsen. Abgerufen am 9. Juli 2023.

| Personendaten    | Personendaten                |
| ---------------- | ---------------------------- |
| NAME             | Paul, Georg                  |
| KURZBESCHREIBUNG | deutscher Maler und Grafiker |
| GEBURTSDATUM     | 5. Dezember 1901             |
| GEBURTSORT       | Wusterbarth                  |
| STERBEDATUM      | 23. Oktober 1980             |
| STERBEORT        | Merseburg                    |